# Fictonoba
Genre
Fictonoba est un genre de mollusques gastéropodes de la famille des Barleeiidae. L'espèce-type est Fictonoba carnosa.

## Liste d'espèces
Selon World Register of Marine Species (30 octobre 2017) :
- Fictonoba carnosa (Webster, 1905)
- Fictonoba cymatodes (Melvill & Standen, 1916)
- Fictonoba oliveri (Powell, 1927)
- Fictonoba rufolactea (Suter, 1908)
- Fictonoba similis (Laws, 1950) †